# Бацци, Рут
Рут Бацци (англ. Ruth Buzzi; 24 июля 1936, Уэстерли, Род-Айленд — 1 мая 2025, Стивенвилл, Техас) — американская комедийная актриса. Она сыграла порядка ста ролей на протяжении своей карьеры, однако наиболее известна благодаря регулярным выступлениям в комедийном скетч-шоу «Хохмы Роуэна и Мартина», где снималась с 1968 по 1973 год.
В 1972 году Бацци выиграла премию «Золотой глобус» за лучшую женскую роль второго плана — мини-сериал, телесериал или телефильм за своё участие в «Хохмы Роуэна и Мартина». В дополнение к этому за свои работы на телевидении она пять раз выдвигалась на премию «Эмми». Бацци появилась в более двадцати кинофильмах, где в основном исполняла комедийные камео-роли, озвучивала анимационные сериалы, а в начале карьеры была заметна в ситкоме «Эта девушка». В 2002 году она была введена в национальный Зал славы телевидения за свою работу в комедийных шоу.
Скончалась 1 мая 2025 года во сне у себя дома в Стивенвилле, штат Техас, от осложнений, вызванных болезнью Альцгеймера, в возрасте 88 лет.